# Zlatna kolekcija – Radojka Šverko
Zlatna kolekcija – Radojka Šverko album je s najvećim hitovima Radojke Šverko prema odabiru Maje Sabolić, a u izdanju Croatia Records.
Na njoj se nalaze pjesme u razdoblju od 1970. g. kada je izvevši pjesmu Kud plovi ovaj brod na Splitskom festivalu ušla u srca domaće publike, pa sve do 2005. g. i pjesme Licem u lice s kojom je na istom festivalu osvojila drugu nagradu stručnog ocjenivačkog suda.
Album je također podsjetnik na brojne suradnje koje je Radojka Šverko ostvarila s eminentnim hrvatskim tekstopiscima, skladateljima i aranžerima: od Alfija Kabilja s čijom pjesmom je započela svoju inozemnu karijeru, Ivice Krajača, Zvonka Špišića, Zlatka Tanodija, Jaroslava Kubička, do Helene Papić, Andreja Baše i Vlaste Juretić.

## Popis pjesama
| Br. | Skladba                                                    | Tekstopisac        | Skladatelj                       | Aranžman          | Trajanje |
| --- | ---------------------------------------------------------- | ------------------ | -------------------------------- | ----------------- | -------- |
| 1.  | »Kud plovi ovaj brod« (Split 1970.)                        | Arsen Dedić        | Esad Arnautalić                  | Zlatko Tanodi     | 03:04    |
| 2.  | »Svijet je moj« (Rio de Janeiro)                           | Alfi Kabiljo       | Alfi Kabiljo                     | Alfi Kabiljo      | 03:49    |
| 3.  | »Ti si ruža«                                               | Ivica Krajač       | Alfi Kabiljo                     | Alfi Kabiljo      | 03:41    |
| 4.  | »Balada«                                                   | Ivica Krajač       | Igor Savin                       | Igor Savin        | 04:53    |
| 5.  | »Negdje u magli« (Zagrebfest 1977.)                        | Olga Šušnjar       | Andrej Baša                      | Igor Savin        | 04:10    |
| 6.  | »Nerina pjesma« (iz rock-opere Grička vještica)            | Ivica Krajač       | Karlo Metikoš                    | Miljenko Prohaska | 05:05    |
| 7.  | »Za mene je sreća« (duet s Gabi Novak)                     | Arsen Dedić        | Vinicius de Moraes               | Marijan Makar     | 02:56    |
| 8.  | »Budim se«                                                 | Radojka Šverko     | Radojka Šverko, Jaroslav Kubiček | Jaroslav Kubiček  | 03:10    |
| 9.  | »Život moj« (Zagrebfest 1985.g.)                           | Zvonko Špišić      | Zvonko Špišić                    | Zvonko Špišić     | 04:28    |
| 10. | »Ne ljubi me više nikada u tami« (Vaš šlager sezone 1987.) | Maja Perfiljeva    | Ivica Stamać                     | Zlatko Tanodi     | 03:09    |
| 11. | »Još te sanjam«                                            | Maja Perfiljeva    | Ivica Stamać, Zlatko Tanodi      | Zlatko Tanodi     | 03:56    |
| 12. | »Prostrili me zlatnom strilom« (Split 1989.)               | Jakša Fiamengo     | Tonči Antun Papić                | Stipica Kalogjera | 03:44    |
| 13. | »Još mirišu kušini« (Split 1990.)                          | Drago Britvić      | Dalibor Paulik                   | Stipica Kalogjera | 03:17    |
| 14. | »Žena« (Split 1993.)                                       | Margit Antauer     | Andrej Baša                      | Andrej Baša       | 03:36    |
| 15. | »Ja imam dom«                                              | Margit Antauer     | Andrej Baša                      | Andrej Baša       | 03:48    |
| 16. | »Sama«                                                     | Margit Antauer     | Andrej Baša                      | Andrej Baša       | 03:08    |
| 17. | »Lanterna« (Split 1995.)                                   | Mirjana Bobuš      | Mirjana Bobuš, Radojka Šverko    | Andrej Baša       | 03:34    |
| 18. | »Va dihe mora« (MIK 1995.)                                 | Vjekoslav Alilović | Aleksandar Valenčić              | Andrej Baša       | 03:41    |
| 19. | »Pljesak više nema ništa s tim« (Zadarfest 2000.)          | Vlasta Juretić     | Vinko Škaron                     | Saša Belša        | 04:02    |
| 20. | »Licem u lice« (Split 2005.)                               | Helena Papić       | Helena Papić                     | Remi Kazinoti     | 04:19    |

## Vanjske poveznice
- Croatia Records - Radojka Šverko - Zlatna kolekcija

- Službena web stranica Radojke Šverko, Zlatna kolekcija

- Zaštita autorskih muzičkih prava - baza autora  Arhivirana inačica izvorne stranice od 28. studenoga 2011. (Wayback Machine)